# Leg Grevasalvas
Der Leg Grevasalvas ⓘ (rätoromanisch leg aus dem lateinischen lacus für ‚See‘ und Grevasalvas eine Komposition aus den rätoromanischen Wörtern greva für ‚feines Geröll‘, ‚Geröllhalde‘ und alv vom lateinischen albus für ‚weiss‘) ist ein Bergsee auf 2390 m ü. M. oberhalb von Bivio nahe dem Julierpass auf Gemeindegebiet von Surses im Kanton Graubünden in den schweizerischen Alpen.

## Lage und Umgebung

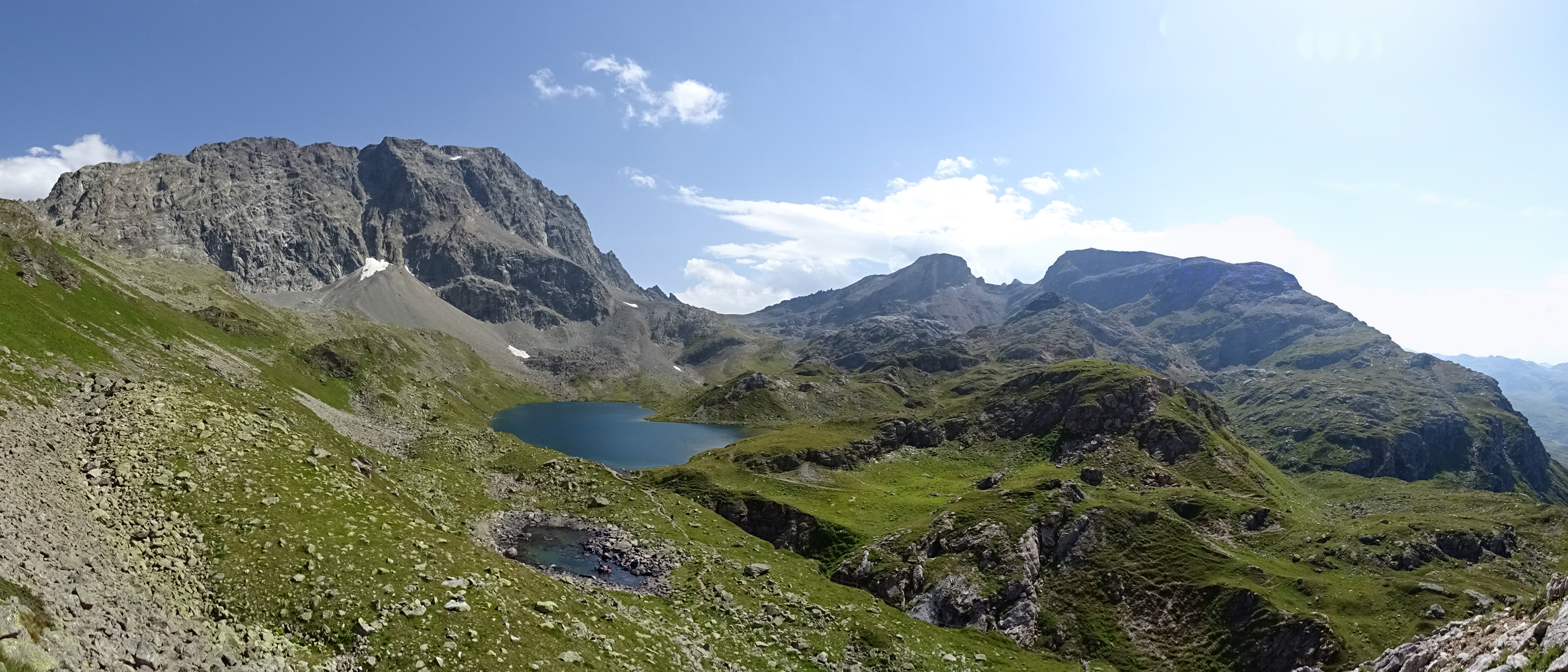
Leg Grevasalvas im Talkessel Grevasalvas, dahinter v. l. n. r. Piz Lagrev, Fuorcla Grevasalvas, Piz d’Emmat Dadaint, Fuorcla d’Emmat und Piz d’Emmat Dadora. Durch die Fuorcla d’Emmat ist der Piz Materdell sichtbar.

Der See liegt in den Albula-Alpen im Talkessel Grevasalvas, der von den Bergen Piz da las Coluonnas, Piz Lagrev, Piz d’Emmat Dadaint und Piz d’Emmat Dadora eingeschlossen wird. Der leichteste Zugang zum Talkessel, der sich vollständig auf Gemeindegebiet von Surses befindet, kommt von der Julierpassstrasse her. Aus dem Talkessel führen drei Pässe: Die Fuorcla Lagrev, die Fuorcla Grevasalvas und die Fuorcla d’Emmat.

## Zugang

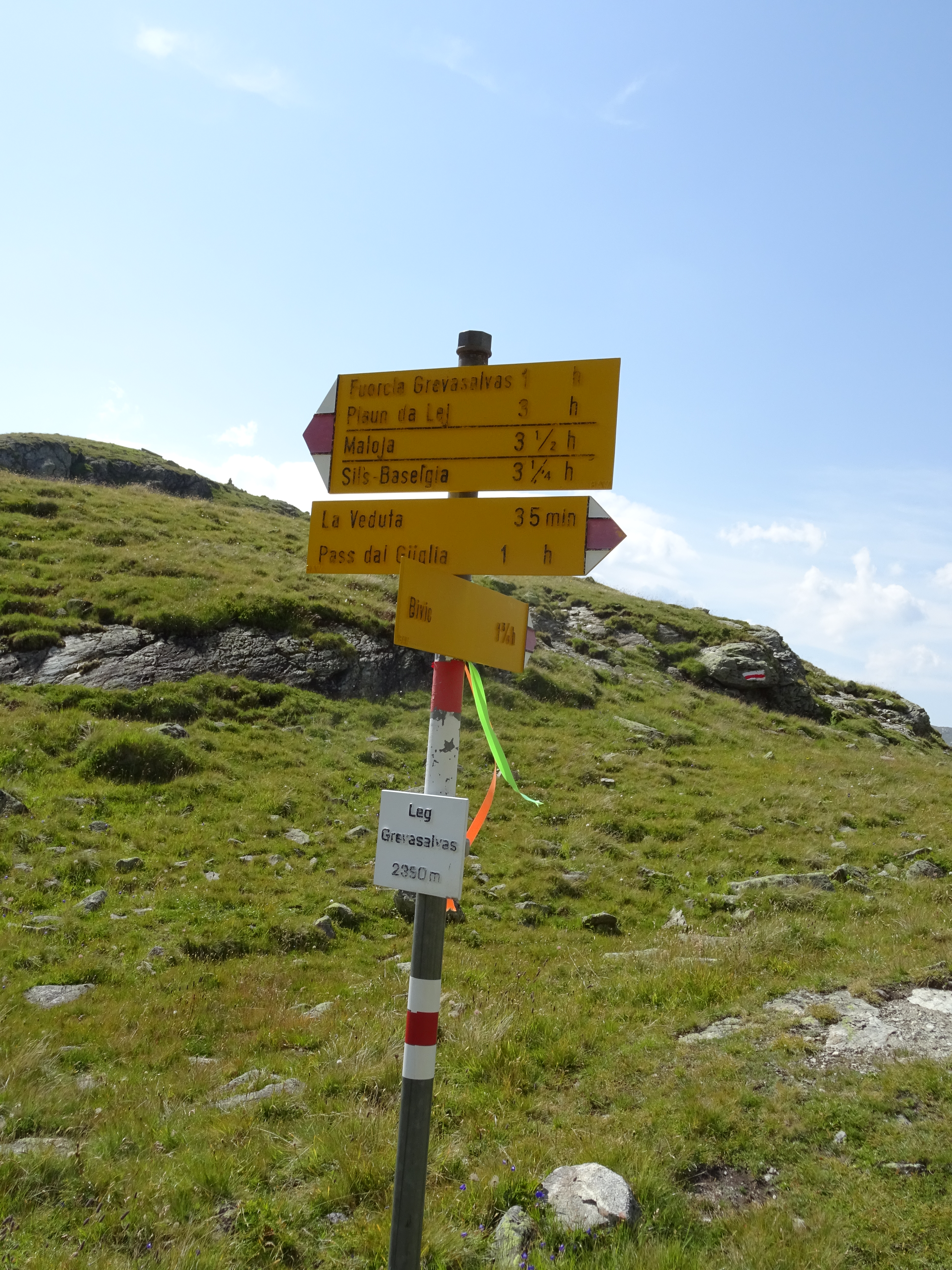
Wegweiser beim Leg Grevasalvas.

Am Leg Grevasalvas führen zahlreiche Routen der umliegenden Gipfel und Pässe vorbei. Im Sommer sind dies die Routen zum Piz d’Emmat Dadaint (2927 m), zur Fuorcla d’Emmat (2756 m), zum Piz d’Emmat Dadora (2851 m), zur Fuorcla Grevasalvas (2688 m), zum Piz Lagrev (3164 m), zur Fuorcla Lagrev (2863 m) und zum Piz da las Coluonnas (2863 m).
Im Winter besteigt man über den Leg Grevasalvas unter anderem den Piz da las Coluonnas, den Piz d’Emmat Dadora, die Fuorcla d’Emmat, den Piz d’Emmat Dadaint sowie über die Fuorcla Grevasalvas den Piz Grevasalvas
(2863 m).

### Von La Veduta
- Ausgangspunkt: La Veduta (2233 m) an der Julierpassstrasse
- Route: Über die Kuppe P. 2449
- Als Wanderweg weiss-rot-weiss markiert
- Schwierigkeit: B
- Zeitaufwand: ¾ Stunden

### Von Punt Brüscheda
- Ausgangspunkt: P. 2081, oberhalb von Punt Brüscheda an der Julierpassstrasse
- Als Wanderweg weiss-rot-weiss markiert
- Schwierigkeit:  B
- Zeitaufwand: 1 Stunde

### Über die Fuorcla Grevasalvas
- Ausgangspunkt: Plaun da Lej (Sils im Engadin, 1799 m)
- Route: Sommersiedlung Grevasalvas (1941 m), Plaun Grand, Fuorcla Grevasalvas (2687 m)
- Als Wanderweg weiss-rot-weiss markiert
- Schwierigkeit: B
- Zeitaufwand: 3¾ Stunden (¾ Stunden von der Fuorcla Grevasalvas)
- Bemerkungen: Die Route hat den mittleren Abschnitt gemeinsam mit der nationalen Bergwanderroute Sils-Pass Lunghin-Bivio. Daher lässt sie sich auch leicht von anderen Ausgangspunkten zwischen Maloja und Sils erreichen.

## Bilder

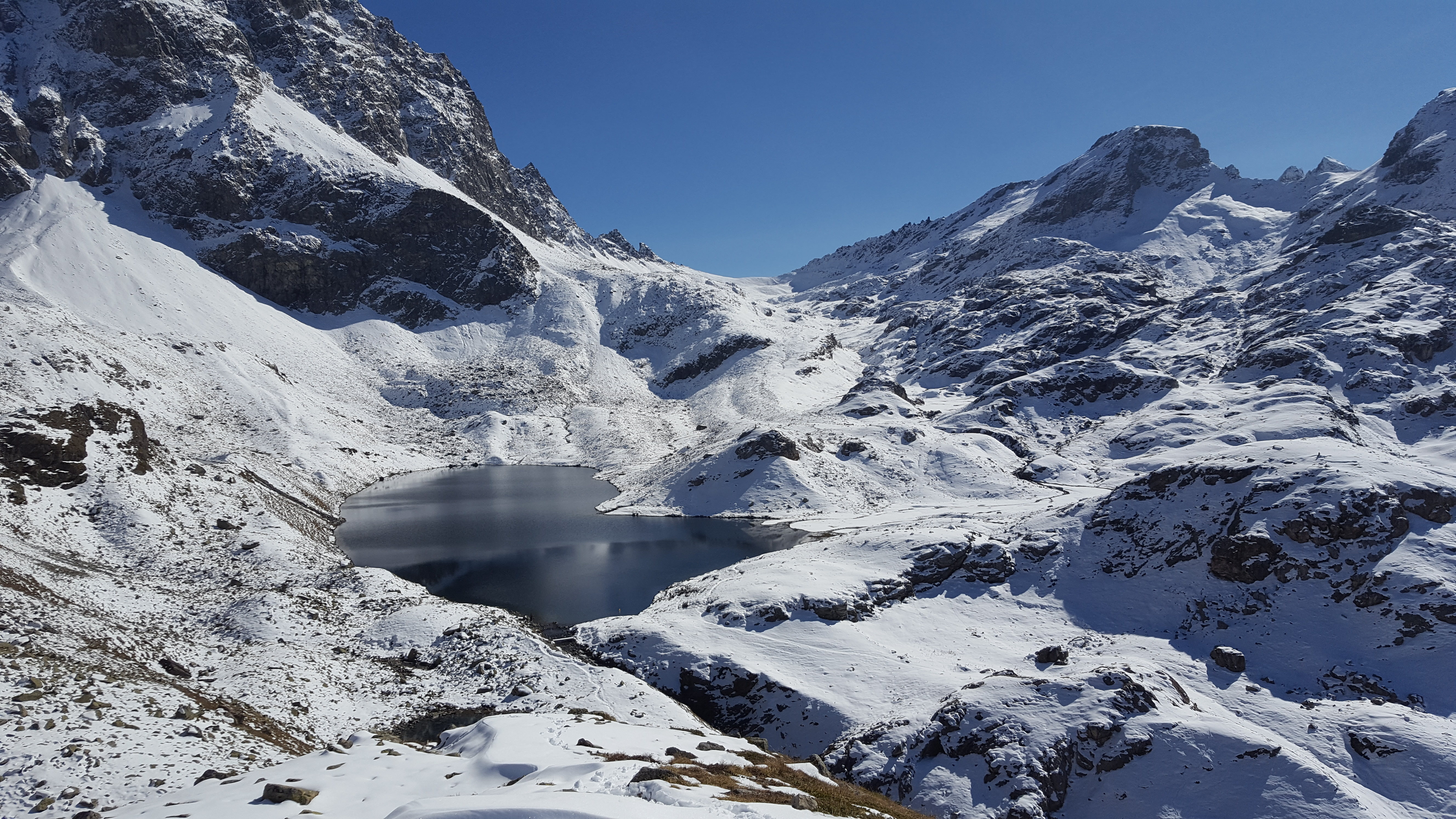
Leg Grevasalvas von Norden, im Hintergrund die Fuorcla Grevasalvas und der Piz d’Emmat Dadaint.
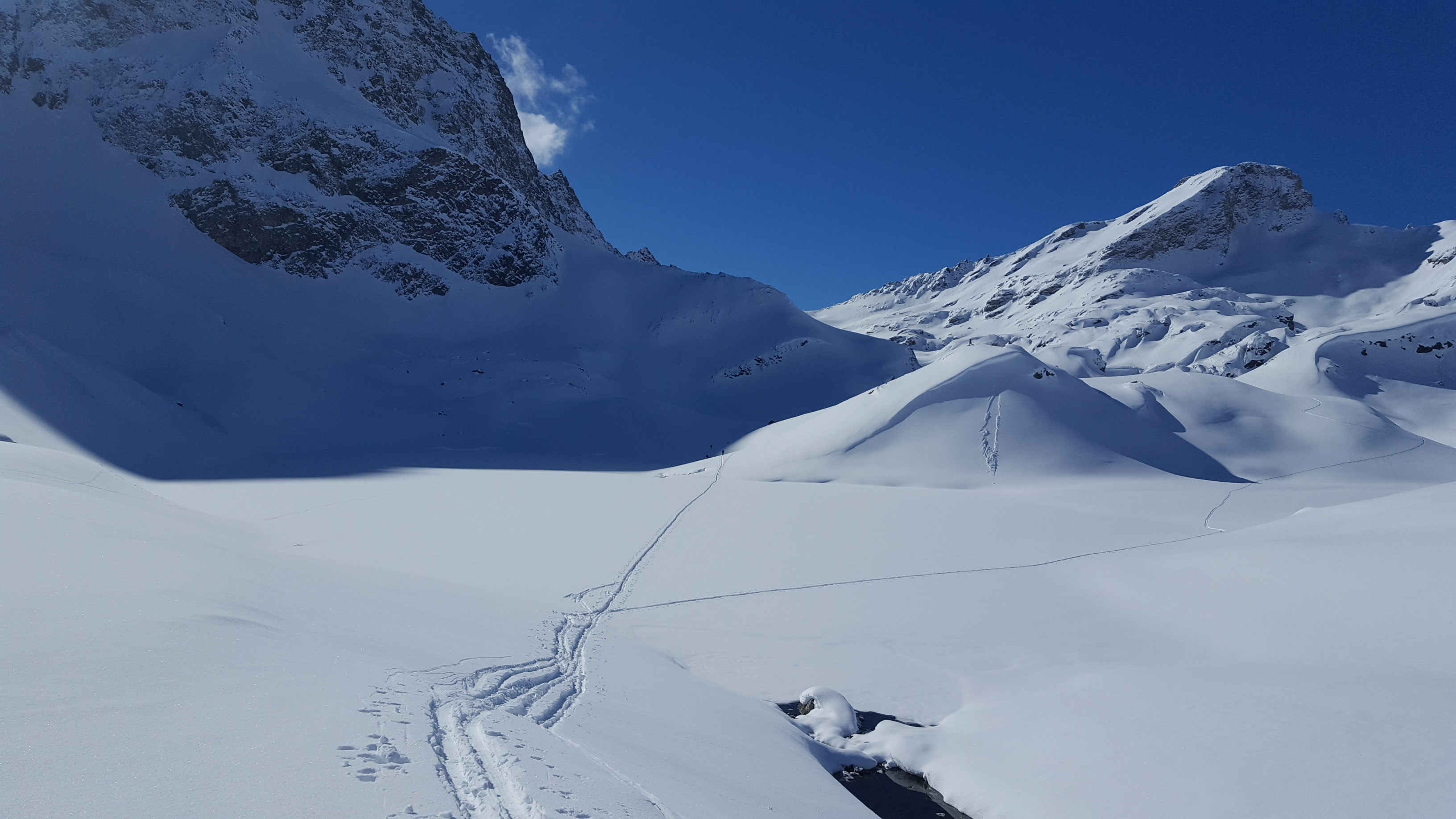
Der verschneite See im Winter.